# Ètnia sioux
Els sioux ([si'u] en francès i català; [ˈsuː] en anglès) o Očhéthi Šakówiŋ (endònim pronunciat [o'tʃʰeːtʰi ʃa'koːwĩ]) són un grup de tribus amerindis dels Estats Units i Primeres Nacions del Canadà. El terme, encara que potser originalment un terme pejoratiu que significa "serps petites" (vegeu més avall), pot referir-se a qualsevol grup ètnic dins la Gran Nació Sioux o a qualsevol dels molts dialectes de l'idioma de la nació. Els sioux comprenen tres divisions importants basades en dialectes i subcultures de les llengües siouan: els santee, els yankton-yanktonai, i els lakota. Els santee (Isáŋyathi; "ganivet"), també anomenats dakota oriental, resideixen a l'extrem oriental de Dakota, Minnesota i nord d'Iowa. Els yankton i yanktonai (Iháŋktȟuŋwaŋ i Iháŋktȟuŋwaŋna; "vila al final" i "petita vila al final"), col·lectivament anomenats també dakota occidental o pel seu endònim Wičhíyena, residien a l'àrea del riu Minnesota. Són considerats com a sioux del mig, i en el passat han estat anomenats erròniament com a nakota. Els lakota, també anomenats teton (Thítȟuŋwaŋ; possiblement "habitants de les prades"), eren els sioux més orientals, coneguts per la seva cultura caçadora i guerrera. Avui, els sioux mantenen molts governs tribals separats dispersats en diverses reserves i comunitats a Dakota del Nord, Dakota del Sud, Nebraska, Minnesota i Montana als Estats Units; i Manitoba i el sud de Saskatchewan al Canadà.

## Etimologia

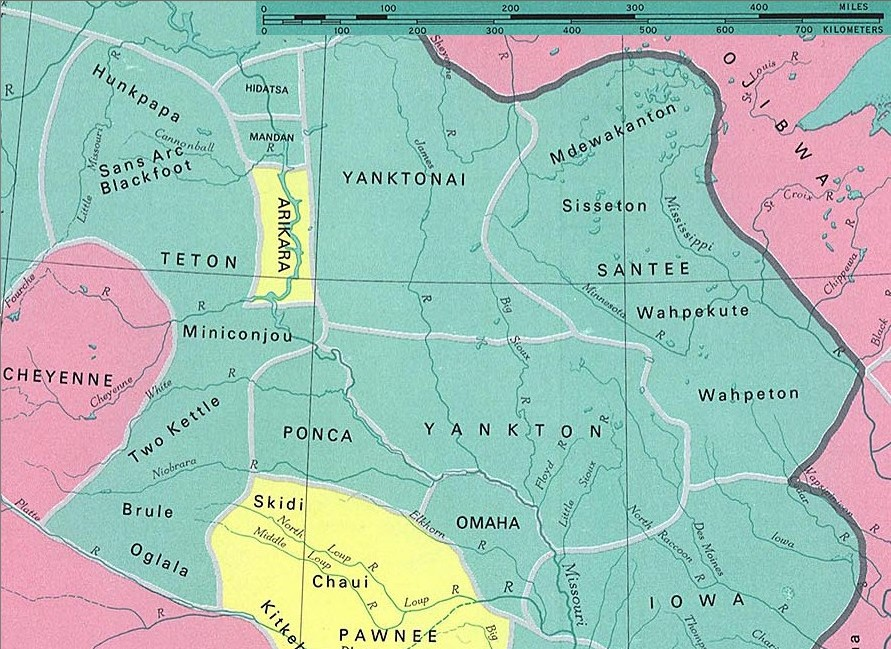
Territori originari dels sioux

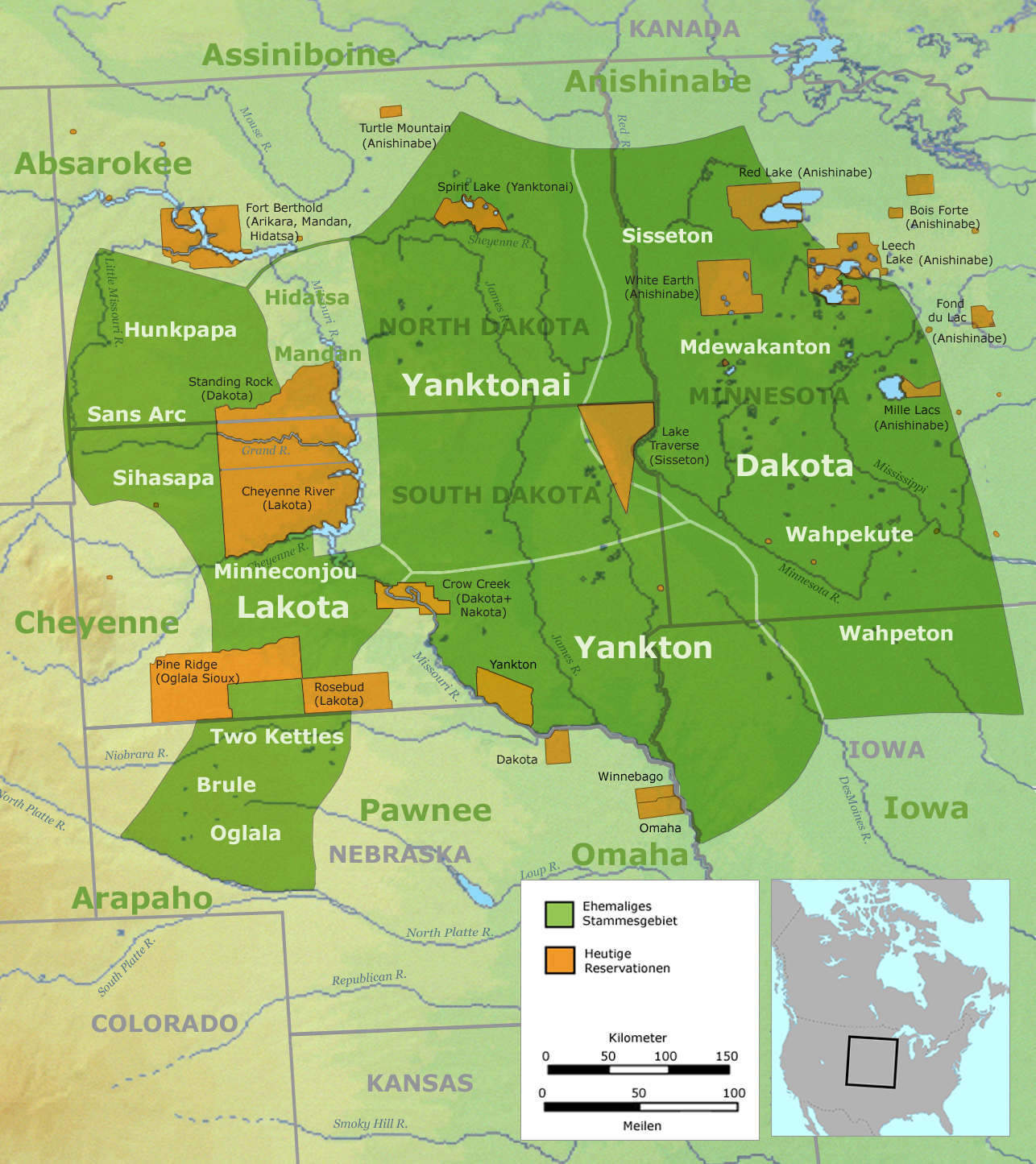
Localització tradicional de les tribus sioux abans de 1770 (verd fosc) i llurs actuals reserves (taronja)

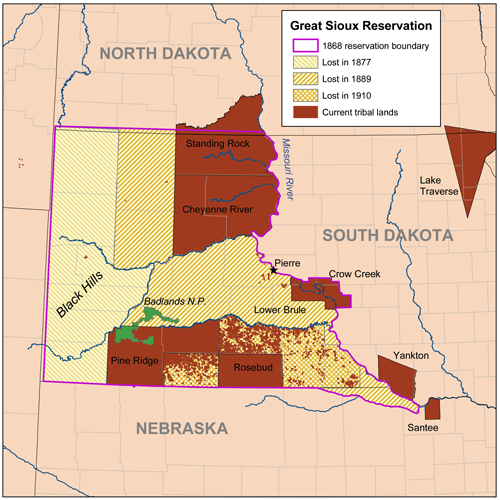
Gran Reserva Sioux, 1888; est. pel Tractat de Fort Laramie (1868)

El nom "sioux" és una forma abreviada de nadouessioux manlleu del francès del Canadà de nadoüessioüak de l'antic exònim odawa: naadowesiwag "Sioux". Jean Nicolet registrà el seu ús en 1640. La forma del protoalgonquí *na·towe·wa, que vol dir "iroquès del nord", té reflexos en diverses llengües filles que fan referència a una serp de cascavell petita (massasauga, Sistrurus). Aquesta informació va ser interpretada per alguns que la forma odawa era un insult. Tanmateix, aquest terme protoalgonquí es deriva molt probablement en última instància d'una forma *-a·towe·, que vol dir simplement "parlar una llengua estrangera", la qual cosa en faria una etimologia semblant a la de la paraula grega "bàrbar". Més tard es va ampliar en el significat en algunes idiomes algonquins per a referir-se a la massasauga. Així, contràriament a molts reculls, l'antiga paraula odawa naadowesiwag no equiparava els sioux amb les serps. Això no es confirma, però, ja que l'ús durant les dècades anteriors ha portat aquest terme a tenir connotacions negatives per a les tribus a què es refereix. Això explicaria per què moltes tribus han rebutjat aquest terme com un exònim. Una font afirma que el nom de "sioux" prové de la paraula chippewa nadowisih que significa "serp petita"; El chippewa o ojibwa és una variant dialèctica dels ottawes.
Algunes de les tribus han adoptat de manera formal o informal noms tradicionals: la Tribu Sioux de Rosebud també és coneguda com a Sičháŋǧu Oyáte, i els Oglala sovint usen el nom Oglála Lakȟóta Oyáte, més que no pas l'anglès "Oglala Sioux Tribe" o OST. La pronunciació alternativa anglesa Ogallala és considerada impròpia. Per la seva banda, anomenaven els blancs wasichu.

## Očhéthi Šakówiŋ
Els sioux històrics es refereixen a la Gran Nació Sioux com a Očhéthi Šakówiŋ (pronunciat oˈtʃʰetʰi ʃaˈkowĩ), que vol dir "Consell dels Set Focs". Cada foc era un símbol d'un oyate (poble o nació). Les set nacions que comprenien els sioux eren: Bdewákaŋthuŋwaŋ (Mdewakanton), Waȟpéthuŋwaŋ (Wahpeton), Waȟpékhute (Wahpekute), Sisíthuŋwaŋ (Sisseton), els Iháŋkthuŋwaŋ (Yankton), Iháŋkthuŋwaŋna (Yanktonai), i els Thítȟuŋwaŋ (Teton o Lakota). El Consell dels Set Focs es reunia cada estiu per celebrar consell, renovar parentius, decidir sobre assumptes tribals i participar en la dansa del sol. Les set divisions podien seleccionar quatre líders coneguts com a Wičháša Yatápika d'entre els líders de cada divisió. Ser un dels quatre líders era considerat l'honor més alt per a un líder; tanmateix la trobada anual significava que la majoria de l'administració tribal era atesa pels líders habituals de cada divisió. L'última reunió del Consell dels Set Focs va ser en 1850.
Avui els teton, els santee (barreja de les quatre tribus dakota) i els dakota de Minnesota, i yankton/yanktonai eren coneguts habitualment, respectivament, com a lakota, dakota oriental, o dakota occidental. En qualsevol dels tres principals dialectes, "lakota" o "dakota" es tradueix com a "amic," o més apropiadament "aliat." L'ús de dakota o lakota podria a referir-se a l'antiga aliança que fou la Gran Nació Sioux.

## Classificació
Es dividien en tres grups principals lingüístics i en set grups tribals:
1. Els de parla dakota oriental o santee (d' isáŋathi o isáŋyathi «ganivet», per viure als marges del llac Knife), que es dividien en quatre grups o llars:
- Mdewakanton (Bdewákhathuŋwaŋ - «Llar del llac de l'esperit»)
- Wahpekute (Waȟpékhute - «Llançadors de fulles»)
- Sisseton (Sisíthuŋwaŋ - «Llar del pantà»)
- Wahpeton (Waȟpéthuŋwaŋ - «Llar a les fulles»)

2. Els de parla dakota occidental o wičhíyena (sovint anomenada erròniament nakota), que comprèn dues llars o grups:
- Yankton (Iháŋktȟuŋwaŋ - «Llar del firal»)
- Yanktonai (Iháŋktȟuŋwaŋna - «Petita llar del firal»)

3. Els de parla lakota, el grup més nombrós, era format per la llar-grup thítȟuŋwaŋ («Llar de la planura») o teton, que es dividia en set tribus (oyáte):
- Oglala (Oglála - «Habitant de les planures»)
- Brulé (Sičhánǧu - «Cuixes cremades»)
- Sans Arc (Itázipčho)
- Hunkpapa (Húŋkpapȟa - «Final del cercle»)
- Miniconjou (Mnikówožu - «Plantadors al costat del corrent»)

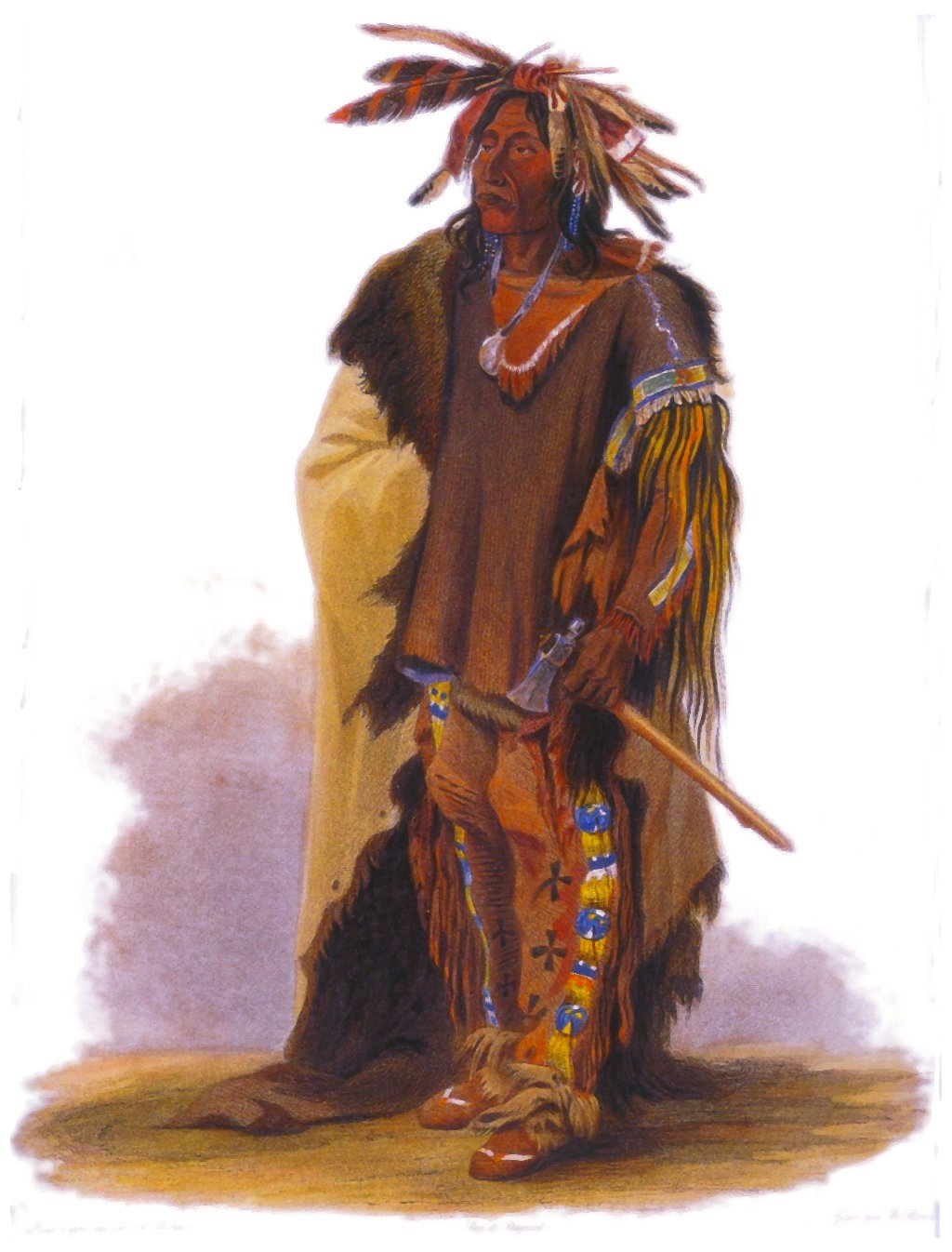
Guerrer dakota.

- Two Kettles (Oóhenuŋpa)
- Blackfoot (Sihásapa)

## Costums
Culturalment, els tres grups lingüístics es distingien força entre ells, ja que pertanyien a tres realitats socioeconòmiques diferents:
- Els dakota-santee vivien als boscos del sud de Minnesota i àrees adjacents de Wisconsin, Iowa i Dakota del Sud; llur cultura era semblant a la dels winnebago, anishinaabemowin, fox i sauk, vivien en cases llargues d'escorça, conreaven moresc i arròs a la vora dels llacs, pescaven i recollien fruites dels boscos. Els grups més a l'oest (Sisseton i Wahpeton) compartiven la cultura del cavall i del búfal dels lakota-teton.[11]
- Els dakota-wiciyena vivien a l'est del riu Missouri, i culturalment eren similars als arikara, mandans i hidatsa. Vivien en cases de terra, grans i amb forma de cúpula, conreaven moresc, pescaven i caçaven el búfal a l'oest del riu Missouri. Feien boniques decoracions florals.[12]
- Els lakota-teton eren els típics indis de les planúries i vivien a l'oest del riu Missouri, a Dakota del Sud, amb centre a Paha Sapa (Black Hills), considerades com a indret sagrat per a ells. Vivien en teepees de pells decorades amb pintures de cacera i decoracions geomètriques. Caçaven el búfal i eren guerrers força temuts, que aviat adoptaren el cavall i armes de foc i arrancaven la cabellera als enemics.[13]

Socialment, es dividien en thiyóšpaye (bandes) que s'agrupaven en oyáte (tribus) que formaven un tonwan (-thuŋwaŋ grup). Als mestissos els anomenaven iyéska ("interpretador") i als blancs, despectivament, wašíču. Tots ells, però majoritàriament els teton i els wiciyena, celebraven la Dansa del Sol i hi unien cerimònies d'iniciació guerrera que incloïen l'autotortura: es clavaven dues fustetes a la pell del pit mentre eren penjats per elles davant del sol per demostrar llur valor.

## Reserves i Primeres Nacions
Més tard al segle XIX els ferrocarrils contractaren caçadors per exterminar els ramats de búfals, el subministrament d'aliments primaris dels indis. Els santee i lakota es van veure obligats a acceptar reserves definides pels blancs a canvi que la resta de les seves terres,i bestiar domèstic i blat de moro a canvi del búfal. Es van convertir en dependents dels pagaments federals anuals garantits per tractat.
A Minnesota, els tractats de Traverse des Sioux i Mendota en 1851 va deixar els sioux amb una reserva de 32 kilòmetres d'ample a cada costat del riu Minnesota. Avui dia, la meitat de tots els sioux registrats als Estats Units viuen fora de les reserves. Els membres registrats en qualsevol de les tribus sioux dels Estats Units estan obligats a tenir ascendència d'almenys un quart grau sioux (l'equivalent a un avi)
Al Canadà, el govern canadenc reconeix la comunitat tribal com a Primeres Nacions. Les tinences de la terra d'aquestes Primeres Nacions es diuen reserves índies.

## Reserves i comunitats modernes
| Reserva                                                                   | Comunitat                                                                                   | Bandes residents | Localització                         |
| ------------------------------------------------------------------------- | ------------------------------------------------------------------------------------------- | --- | ------------------------------------ |
| Fort Peck                                                                 | Assiniboines i sioux                                                                        | Hunkpapa, Upper Yanktonai (Pabaksa), Sisseton, Wahpeton, and the Hudesabina (Red Bottom), Wadopabina (Canoe Paddler), Wadopahnatonwan (Canoe Paddlerrs Who Live on the Prairie), Sahiyaiyeskabi (parlants de cree), Inyantonwanbina (Stone People) i Banda Fat Horse d'assiniboines | Montana, US                          |
| Fort Peck (antiga reserva Devil's Lake)                                   | Tribu Spirit Lake (Mni Wakan Oyate)                                                         | Wahpeton, Sisseton, Upper Yanktonai | Dakota del Nord, EUA                 |
| Standing Rock                                                             | Tribu Sioux de Standing Rock                                                                | Upper Yanktonai, Hunkpapa | Dakota del Nord, Dakota del Sud, EUA |
| Lake Traverse                                                             | Sisseton Wahpeton Oyate                                                                     | Sisseton, Wahpeton | Dakota del Sud, EUA                  |
| Flandreau                                                                 | Tribu Sioux Santee Flandreau                                                                | Mdewakanton, Wahpekute, Wahpeton | Dakota del Sud, EUA                  |
| Cheyenne River                                                            | Tribu Sioux Cheyenne River                                                                  | Minneconjou, Blackfoot, Two Kettle, Sans Arc | Dakota del Sud, EUA                  |
| Crow Creek                                                                | Tribu índia de Crow Creek                                                                   | Tribu Sioux Lower Yanktonai | Dakota del Sud, EUA                  |
| Lower Brulé                                                               | Tribu Sioux Lower Brulé                                                                     | Brulé | Dakota del Sud, EUA                  |
| Yankton                                                                   | Tribu índia Yankton                                                                         | Yankton | Dakota del Sud, EUA                  |
| Pine Ridge                                                                | Oglala Sioux                                                                                | Oglala, povd Brulé | Dakota del Sud, EUA                  |
| Rosebud                                                                   | Tribu sioux Rosebud (també com a Sicangu Lakota o Nació Sioux Upper Brulé) (Sičháŋǧu Oyate) | Sićangu (Brulé), pocs Oglala | Dakota del Sud, EUA                  |
| Upper Sioux                                                               | Comunitat Upper Sioux (Pejuhutazizi Oyate)                                                  | Mdewakanton, Sisseton, Wahpeton | Minnesota, EUA                       |
| Lower Sioux                                                               | Comunitat índia Lower Sioux                                                                 | Mdewakanton, Wahpekute | Minnesota, EUA                       |
| Shakopee-Mdewakanton (antigament reserva índia Prior Lake)                | Comunitat sioux Shakopee Mdewakanton                                                        | Mdewakanton, Wahpekute | Minnesota, EUA                       |
| Prairie Island                                                            | Comunitat índia Prairie Island                                                              | Mdewakanton, Wahpekute | Minnesota, EUA                       |
| Rosebud                                                                   | Nació Santee Sioux                                                                          | Mdewakanton, Wahpekute | Nebraska, EUA                        |
| Sioux Valley, reserva Fishing Station 62A*                                | Primera Nació Sioux Valley                                                                  | Sisseton, Mdewakanton, Wahpeton, Wahpekute | Manitoba, Canadà                     |
| Dakota Plains 6A                                                          | Primera Nació Dakota Plains                                                                 | Wahpeton, Sisseton | Manitoba, Canadà                     |
| Dakota Tipi 1                                                             | Dakota Tipi                                                                                 | Wahpeton | Manitoba, Canadà                     |
| Birdtail Creek 57, Birdtail Hay Lands 57A, Fishing Station 62A*           | Primera Nació Birdtail Sioux                                                                | Mdewakanton, Wahpekute, Yanktonai | Manitoba, Canadà                     |
| Primera Nació Canupawakpa Dakota, Oak Lake 59A, Fishing Station 62A*      | Primera Nació Canupawakpa Dakota                                                            | Wahpekute, Wahpeton, Yanktonai | Manitoba, Canadà                     |
| Standing Buffalo 78                                                       | Standing Buffalo Dakota                                                                     | Sisseton, Wahpeton | Saskatchewan, Canadà                 |
| Whitecap                                                                  | Whitecap Dakota                                                                             | Wahpeton, Sisseton | Saskatchewan, Canadà                 |
| Wood Mountain 160, Terres de la reserva índia del Tractat Quatre núm. 77* | Wood Mountain                                                                               | Hunkpapa | Saskatchewan, Canadà                 |

- Reserves compartides amb altres primeres nacions (First Nations)

## Llista de sioux

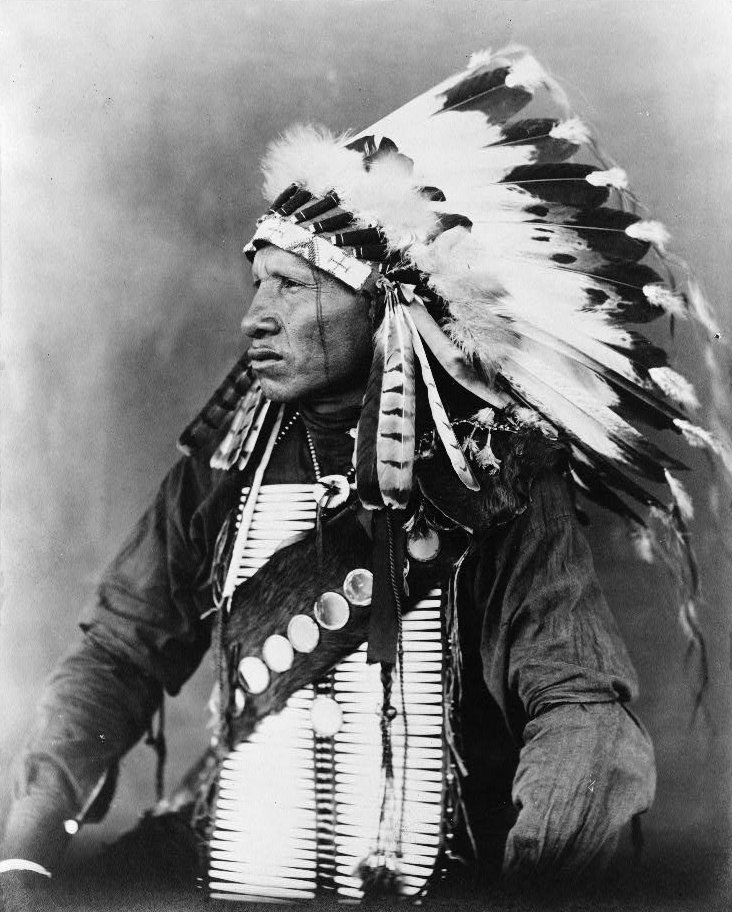
El cap Red Bird, amb vestit tradicional sioux

| - Wa-na-ta - Little Crow - Red Cloud - Cavall Boig - Bou Assegut - Spotted Tail - American Horse - Agalla - Rain-in-the-face - Short Bull | - Kicking Bear - Black Elk - Charles A. Eastman - Luther Standing Bear - Gertrude Simmons Bonnin - Elle Cara Deloria - John Fire Lame Deer - Rosebud Yellow Robe - Ben Reifel - Billy Mills | - Oscar Howe - Frank Fools Crow - Elizabeth Cook-Lynn - Tim Giago - Archie Fire Lame Deer - Vine Deloria Jr - Virginia Driving Hawk Sneve - Arthur D. Amiotte - Leonard Peltier | - Russell Means - Leonard Crow Dog - Floyd Red Crow Westerman - John Trudell - Joseph Marshall III - Mary Brave Bird - Kevin Locke - Tiffany Midge - Delphine Red Shirt |